# Засупоївська сільська рада
| Засупоївська сільська рада — колишній орган місцевого самоврядування у Яготинському районі Київської області з адміністративним центром у с. Засупоївка. Історична дата утворення: в 1922 році. Водоймища на території, підпорядкованій даній раді: річка Супій. Сільській раді були підпорядковані населені пункти: - с. Засупоївка - с. Григорівка - с. Федорівка |

## Склад ради
Рада складалася з 12 депутатів та голови.

### Керівний склад ради
| ПІБ                          | Основні відомості                                                                       | Дата обрання | Дата звільнення |
| ---------------------------- | --------------------------------------------------------------------------------------- | ------------ | --------------- |
| Плохута Микола Семенович     | Сільський голова, 1949 року народження, освіта, безпартійний                            | 26.03.2006   | 25.02.2010      |
| Бондаренко Віктор Васильович | Сільський голова, 1975 року народження, освіта середня спеціальна, член Партії регіонів | 31.10.2010   |                 |

Примітка: таблиця складена за даними джерела